# Olive Cotton
Olive Cotton, née le 11 juillet 1911 et morte le 27 septembre 2003, est une photographe australienne moderniste, dont l'œuvre pionnière est née dans les années 1930 et 1940, à Sydney, en Australie. La renommée de la photographe n'a cessé de grandir, et cette notoriété croissante lui vaut une exposition itinérante rétrospective en 1985. Un livre sur sa vie et son œuvre, publié par la Bibliothèque nationale d'Australie, sort en 1995. Olive Cotton a croqué sur le vif son ami d'enfance et futur mari, Max Dupain, alors que ce dernier dirige des séances de photo, et en tire plusieurs clichés, par exemple Fashion shot, Cronulla Sandhills, circa 1937 (« Photographie de mode, Cronulla Sandhills, vers 1937 »). Cotton fait plusieurs portraits de Dupain.

## Jeunesse
Olive Edith Cotton est née le 11 juillet 1911,, l'aînée de cinq enfants d'une famille artistique et intellectuelle. Sa mère Florence est peintre et pianiste et Leo est professeur de géologie à l'université de Sidney. Celui-ci a notamment pris des photos lors de l'expédition de Sir Ernest Shackleton en Antarctique, en 1907. La famille vit à Hornsby, une banlieue au nord de Sydney qui, à l'époque, était située dans une zone forestière vierge. Un oncle, Frank Cotton, est professeur de physiologie, et son grand-père, nommé aussi Frank Cotton, est membre du Parlement dans le premier caucus du Parti travailliste australien.
Quand on lui offre un appareil photo Brownie à l'âge de 11 ans, Cotton et son père convertissent la buanderie familiale en une chambre noire. Cotton y traite ses films et imprime ses premières images en noir et blanc. En vacances avec sa famille à Newport Beach, en 1924, Cotton rencontre Max Dupain et ils se lient d'amitié, passionnés qu'ils sont tous deux pour la photographie. La photographie She-oaks (1928) est prise à Bungan Beach au cours de cette période.
Cotton étudie au Methodist Ladies' College, à Burwood (Sydney), à partir de 1921 jusqu'à 1929, obtient une bourse d'études et complète un Bachelor's degree of Arts à l'Université de Sydney, en 1933, avec une majeure en anglais et en mathématiques. Elle étudie également la musique et devient une pianiste accomplie.

## Photographe
Cotton rejoint The Sydney Camera Circle (« Le cercle de la photo de Sydney ») et la Photographic Society of New South Wales (« Société de photographie de Nouvelle-Galles du Sud »), et y acquiert connaissances et encouragements de la part de grands photographes, tels que Harold Cazneaux.
Elle expose son premier cliché, Dusk (« Crépuscule »), à l'Exposition inter-états de 1932, organisée par la Photographic Society of New South Wales. Elle expose souvent, et sa photographie traduit des émotions très personnelles tout en mettant en valeur une appréciation de certaines qualités lumineuses de l'environnement. Après l'université, elle poursuit sa carrière en photo en rejoignant Dupain à son nouveau studio, au 24 Bond Street, Sydney.
Dans l'Australie des années 1930, les clients tiennent pour acquis qu'un homme serait le photographe. Cotton réagit en ironisant et se présente comme une « assistante ». En dépit de ces vexations, chaque fois que c'est possible, Cotton photographie les célébrités ou les objets intéressants du studio, croquant même Dupain en plein travail dans l’œuvre Fashion shot, Cronulla Sandhills, circa 1937 (« Photographie de mode, Cronulla Sandhills, vers 1937 »). Elle fait également des portraits de son collègue. L'éditeur Sydney Ure Smith lui donne de nombreuses commandes, et la considère comme l'une des meilleures photographes des années 1930 et 1940.
Bank Notes, le magazine du personnel de la Commonwealth Bank, est illustré à l'aide des photographies moins commerciales de Cotton.
En 1939, Olive Cotton épouse son ami de longue date Max Dupain. Ils se séparent en 1941 et divorcent en 1944.
Cotton reçoit de nombreuses commandes en 1945, y compris des photos de l'hiver et de fleurs printanières pour le livre de Helen Blaxland Flowerpieces, qui met également en vedette quelques images par Dupain. 
Vers le milieu de l'année 1947, Cotton va vivre dans le bush (la brousse), à 35 km de Cowra, en Nouvelle-Galles du Sud, avec son nouveau mari Ross McInerney. Ils vivent dans une tente pendant les trois premières années, puis déménagent dans une petite ferme où leurs deux enfants grandissent. Elle enseigne les mathématiques au high school de Cowra pendant cinq ans, jusqu'en 1964, année où elle ouvre un petit studio de photographie en ville. Entre autres activités, elle fait des portraits et des photos de mariage pour les gens de son district, où son travail devient notoire et très aimé, même si elle demeure inconnue de la communauté artistique de la ville jusqu'en 1985, année durant laquelle elle fait l'objet d'une rétrospective et d'une exposition itinérante. Elle meurt en 2003, le 28 septembre 2003, à 92 ans,. Une biographie qui lui est consacrée est écrite par Helen Ennis, intitulée Olive Cotton. A Life in Photography, et publiée en 2019.

## Exemples de photographies notoires
Tea cup ballet (1935) est créée en studio, après l'achat par Cotton de vaisselle bon marché afin de remplacer celle du studio. Elle utilise une technique d'éclairage en arrière-plan qui jette des ombres vigoureuses en direction du spectateur, créant ainsi un thème dansant conjuré par les formes des tasses de thé, leurs soucoupes et leurs ombres. L’œuvre est exposée localement à l'époque et au London Salon of Photography en 1935. Elle devient une image indissociable de Cotton et est consacrée sur un timbre-poste commémorant les 150 ans de photographie en Australie, en 1991. Tea cup ballet illustre la couverture du livre Olive Cotton : Photographer publié par la Bibliothèque Nationale d'Australie en 1995.
Shasta Daisies (1937) et Budapest String Quartet (vers 1937) font partie de l'exposition du Victorian Salon of Photography, en 1937.

## Expositions
Ses œuvres ont notamment figuré dans les expositions suivantes.
- Le Commemorative Salon of Photography de 1938, organisé par la Photographic Society of New South Wales dans le cadre des festivités du 150e anniversaire de l'Australie.
- L'exposition d'ensemble de 1938 avec le Contemporary Camera Group à la David Jones Gallery, à Sydney.
- L'exposition itinérante Australian Women Photographers 1890-1950 (« Femmes photographes d'Australie, 1890-1950 »), organisée par Jenni Mather, Christine Gillespie et Barbara Hall.
- Olive Cotton Photographs 1924-1984 (« Les photographies d'Olive Cotton »), en 1985, rétrospective donnée à l'Australian Centre for Photography, à Sydney, puis en tournée dans de nombreuses galeries en Nouvelle-Galles du Sud, à Victoria et au Queensland, au cours de l'année 1986.

## Collections
Galerie nationale d'Australie, Canberra
Galerie d'art de Nouvelle-Galles du Sud, Sydney
National Gallery of Victoria, Melbourne
Waverley City Council Collection, Melbourne
Horsham Regional Art Gallery, Victoria